# Comuna Cernîșove, Rozdolne
Cernîșove (în ucraineană Чернишове) este o comună în raionul Rozdolne, Republica Autonomă Crimeea, Ucraina, formată din satele Cernîșove (reședința), Kropotkine și Portove.

## Demografie
Componența lingvistică a comunei Cernîșove
     Rusă (57,72%)
     Ucraineană (28,89%)
     Tătară crimeeană (12,24%)
     Alte limbi (0,68%)
Conform recensământului din 2001, majoritatea populației comunei Cernîșove era vorbitoare de rusă (57,72%), existând în minoritate și vorbitori de ucraineană (28,89%) și tătară crimeeană (12,24%).